# Alfons (książę Portugalii)

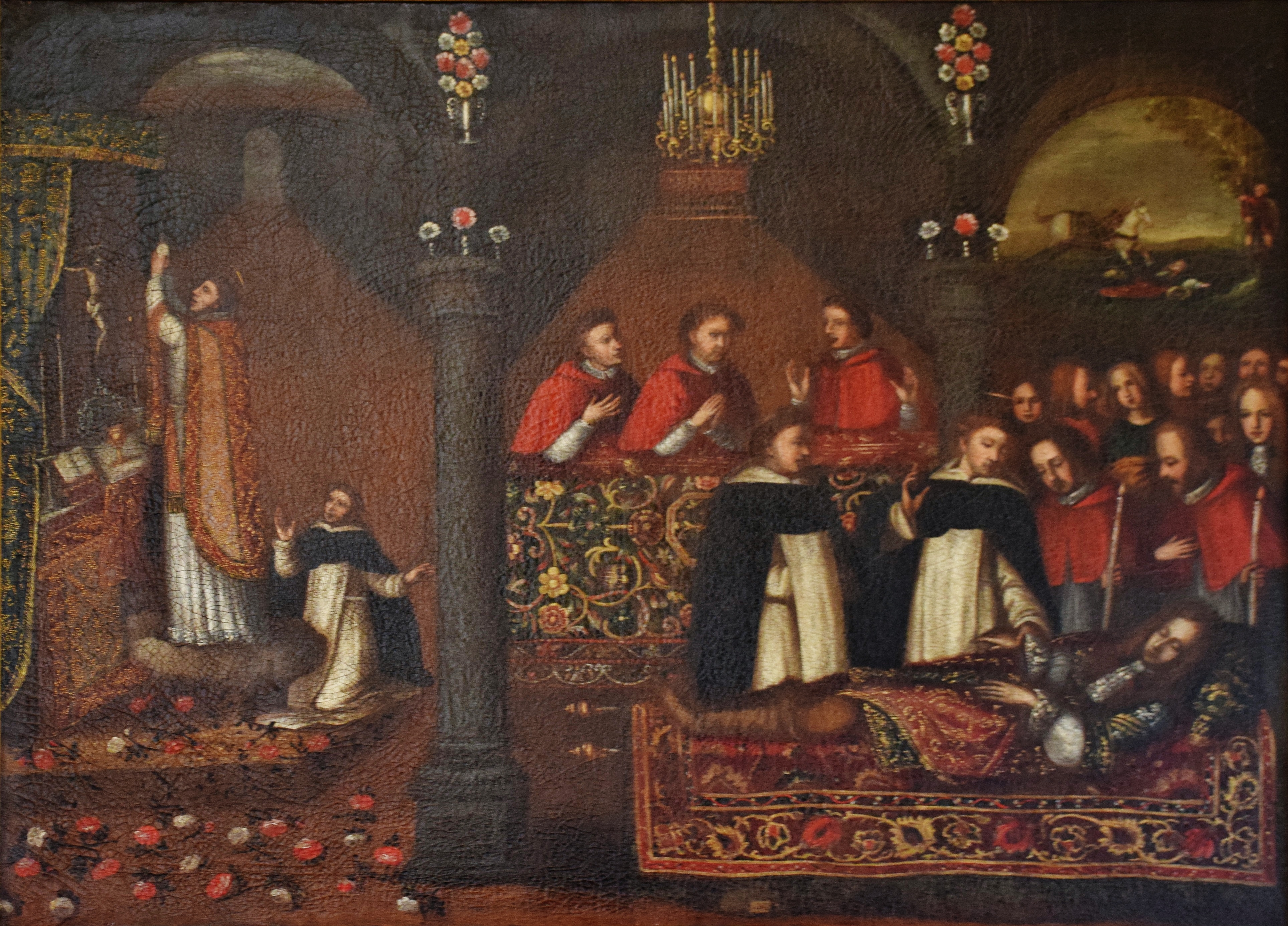
Śmierć Afonso de Aviz

Afonso de Aviz (ur. 18 maja 1475 w Lizbonie, zm. 13 lipca 1491) – infant portugalski, od 1481 książę Portugalii (ówczesny tytuł następcy tronu w tym kraju).
Urodził się jako syn księcia Portugalii Jana (przyszłego króla Jana II Doskonałego) i jego żony księżnej (późniejszej królowej) Eleonory. W państwie tym panował wówczas jego dziadek król Alfons V Afrykańczyk.
3 listopada 1490 w Estremoz poślubił infantkę Kastylii i Aragonii Izabelę. Para nie miała dzieci.
Książę Alfons zmarł w wyniku upadku z konia.